# ألكسيس سيرنا
ألكسيس سيرنا (بالإنجليزية: Alexis Serna) هو لاعب كرة القدم الكندية أمريكي، ولد في 8 فبراير 1985 في آبلاند في الولايات المتحدة.